# 美国国家科学院主席列表
美国国家科学院是美国最高学术荣誉团体，是私立、非營利组织。美国国家科学院主席由美国国家科学院院士选举产生，并由多数选票数通过。
主席连续任期不可超越6年，但可重复选举任命（譬如第二任期）。至2010年，共产生有21位主席。现任主席是大气化学家玛西娅·麦克纳特（Marcia Kemper McNutt）。
美国国家科学院主席历任主席列表如下：

## 美国国家科学院历任主席
- 1863年–1867年： 亚历山大·达拉斯·贝奇（Alexander Dallas Bache）
- 1868年–1878年： 约瑟·亨利（Joseph Henry）
- 1879年–1882年： 威廉·巴顿·罗杰斯（William Barton Rogers）
- 1883年–1895年： 奧斯尼爾·查爾斯·馬許（Othniel Charles Marsh）
- 1895年–1900年： 奥利弗·沃尔特·吉布斯（Oliver Wolcott Gibbs）
- 1901年–1907年： 亚历山大·阿加西兹（Alexander Agassiz）
- 1907年–1913年： 伊拉·雷姆森（Ira Remsen）
- 1913年–1917年： 威廉·亨利·韦尔奇（William Henry Welch）
- 1917年–1923年： 查尔斯·都利特·沃尔科特（Charles Doolittle Walcott）
- 1923年–1927年： 阿尔伯特·亚巴拉罕·迈克耳孙（Albert Abraham Michelson）
- 1927年–1931年： 托马斯·亨特·摩尔根（Thomas Hunt Morgan）
- 1931年–1935年： 威廉·华莱士·坎贝尔（William Wallace Campbell）
- 1935年–1939年： 弗兰克·拉特雷·利利（Frank Rattray Lillie）
- 1939年–1947年： 弗兰克·鲍德温·朱伊特（Frank Baldwin Jewett）
- 1947年–1950年： 阿尔弗雷德·牛顿·理查兹（Alfred Newton Richards）
- 1950年–1962年： 德特勒夫·伍尔夫·布朗克（Detlev Wulf Bronk）
- 1962年–1969年： 弗雷德里克·塞茨（Frederick Seitz）
- 1969年–1981年： 菲利普·汉德勒（Philip Handler）
- 1981年–1993年： 弗兰克·普雷斯（Frank Press）
- 1993年–2005年： 布鲁斯·迈克尔·艾伯茨（Bruce Michael Alberts）
- 2005年–2016年： 拉夫·J·希瑟龙（Ralph J. Cicerone）
- 2016年–：玛西娅·麦克纳特（Marcia Kemper McNutt）